# 埃特勒皮涅
埃特勒皮涅（法語：Étrepigney，法語發音：[etʁəpiɲɛ]）是法国汝拉省的一个市镇，属于多勒区。

## 地理
埃特勒皮涅（47°7'46"N, 5°41'30"E）面积15.6 平方千米，位于法国勃艮第-弗朗什-孔泰大區汝拉省，该省份为法国东部内陆省份，北起上索恩省，西北接科多尔省，西临索恩-卢瓦尔省，南至安省，东与杜省和瑞士接壤。
与埃特勒皮涅接壤的市镇（或旧市镇、城区）包括：拉巴尔、拉布勒特尼耶尔、沙特莱、热尔米涅、奥尔尚、乌尔、普吕蒙。

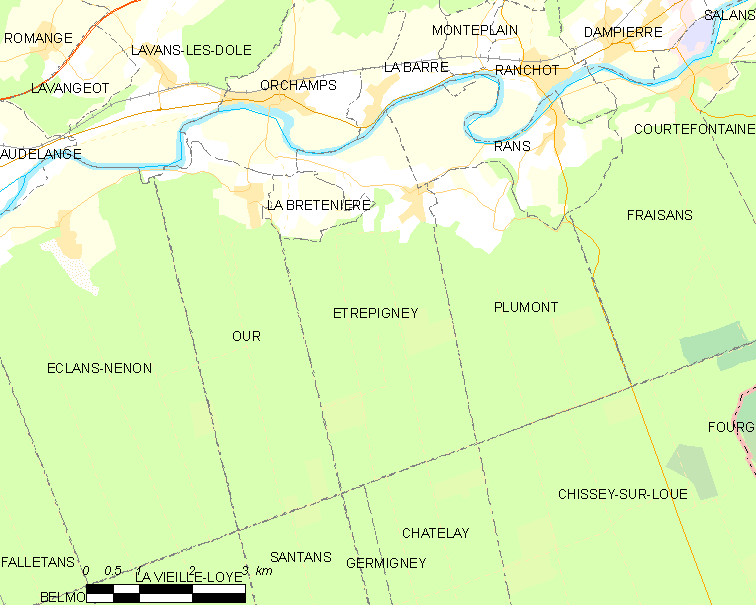
埃特勒皮涅的OSM定位图

埃特勒皮涅的时区为UTC+01:00、UTC+02:00（夏令时）。

## 行政
埃特勒皮涅的邮政编码为39700，INSEE市镇编码为39218。

## 政治
埃特勒皮涅所属的省级选区为蒙苏沃德雷县。

## 人口

1962-2008年间埃特勒皮涅人口变化图示

埃特勒皮涅于2022年1月1日时的人口数量为432人。